# غواص‌ها بر روی لاشه کشتی زیر آب
«غواص‌ها بر روی لاشه کشتی زیر آب» (فرانسوی: Visite sous-marine du Maine"‎) یک فیلم صامت کوتاه فرانسوی به کارگردانی ژرژ ملی‌یس است که در سال ۱۸۹۸ منتشر شد. در این فیلم سیاه و سفید چند غواص تلاش می‌کنند تا یک جنازه را از یک کشتی غرق شده بیرون بکشند. این جنگ در رابطه با جنگ آمریکا و اسپانیا است.